# Jaume Quesada i Echevarria
Jaume Quesada i Echevarria (Barcelona, 21 de setembre de 1971) és un exfutbolista català.
Va arribar a la UE Lleida provinent del CE L'Hospitalet. La temporada 92/93, puja a primera divisió amb els lleidatans. En la màxima categoria, Jaume Quesada va disputar 34 partits i va marcar dos gols, un d'ells el que va donar la històrica victòria de la UE Lleida sobre el FC Barcelona al Camp Nou.
L'estiu de 1994 fitxa pel Reial Betis, on romandrà cinc temporades, encara que el seu rendiment anirà de més a menys, des de la titularitat de la temporada 94/95 fins als tan sols 12 partits de la temporada 98/99.
Posteriorment recalaria a les files de la UD Las Palmas, tot jugant 31 partits i sent destacant en l'ascens dels canaris a la màxima categoria. Però, no compta al club i marxa al Recreativo de Huelva. De tornada a Las Palmas, la temporada 01/02, només hi juga tres partits.
En total, acumula més de 250 partits a primera divisió.